# Nando Yosu
Fernando Trio Zabala, més conegut com a Nando Yosu (Mungia, Biscaia, 8 de juliol de 1939 - Santander, Cantàbria, 20 de febrer de 2016), fou un jugador i entrenador espanyol de futbol molt lligat a Cantàbria i al Real Racing Club de Santander. Jugava com a migcampista.

## Biografia
Va començar jugant al Nueva Montaña, on vivia des dels tretze anys. En 1957 va fitxar pel Rayo Cantabria, filial del Racing de Santander. En 1958 va passar al Racing de Santander. Va debutar amb el club càntabre el 14 de setembre, en una derrota per 1-3, davant el CE Sabadell. En 1960 va aconseguir l'ascens a Primera Divisió amb l'equip càntabre, després de dues temporades a Segona Divisió. L'11 de setembre de 1960 va debutar a primera divisió, en una victòria per 2-1, davant el Reial Saragossa. El 1962 va ser traspassat al València CF amb el qual va guanyar dues Copes de Fires, els anys 1962 i 1963. En l'equip valencià va aconseguir marcar dos gols al Barça en el partit d'anada de la final de la Copa de Fires 1961-1962 (amb victòria final per 6-2), que es va disputar el 8 de setembre de 1962. Un any després va tornar a les files del Racing, de Segona Divisió.
Va ser traspassat a l'Athletic Club el 1964, on va passar dues temporades. El 1966 va passar al Pontevedra, on va jugar tres temporades. En 1969 va fitxar pel Calvo Sotelo, on va jugar dues temporades. Va penjar les botes la Gimnàstica de Torrelavega, amb un total de 122 partits a Primera (56 amb el Racing) i 147 partits, en total, en el Racing de Santander.

### Entrenador
En començar la temporada 1971-1972, l'entrenador de la Gimnàstica de Torrelavega Tomás Telechea, va ser substituït en la banqueta per un dels seus jugadors, Fernando Trio Zabala, més conegut com a Yosu, que com que no tenia carnet nacional estaria acompanyat en tasques tècniques per José Enrique Pedregal García. En el període 1973-1975, aquest duo tornaria a prendre les regnes del conjunt torrelaveguenc. Més tard començaria amb els juvenils del Racing de Santander i després al primer equip, de segon de José María Maguregui. La temporada 1977/78 es va convertir en el primer entrenador de l'equip santanderí. Tot i que va ser una temporada complicada va aconseguir salvar el Racing, però ben avançada la temporada següent va ser destituït per problemes de salut. Van seguir el Reial Oviedo, Linares, Granada, Alabès, Orense, Alzira, Oriola, Deportiva Ponferradina per després tornar al Granada i, en diverses etapes diferents, al Racing de Santander.
Yosu va despertar l'afecte de tots els aficionats de l'equip càntabre a causa de la seva dedicació, treball i, sobretot, perquè com a tècnic del club, en sis ocasions, va salvar l'equip del descens a Segona Divisió, les últimes en 2005 i 2006. Solia celebrar els seus èxits realitzant una peregrinació a algun temple de Cantàbria. Fins a la seva jubilació, el gener de 2009, va ser director esportiu del Racing.
Va residir a la residència San Cipriano, en el municipi de Santa Cruz de Bezana, a Cantàbria, ja que des de 2009 tenia un procés d'Alzheimer.

## Premis i homenatges
- El 2006 va rebre la insígnia d'or de l'Associació de la Premsa Esportiva de Cantàbria, en el marc de la Gala de l'Esport càntabre.[8]
- El complex esportiu del Racing de Santander, que va acabar de construir-se a l'agost de 2011, porta el seu nom. El 8 de juliol de 2014 coincidint amb el 75 aniversari de Nando, la penya "Cóncanos" li va retre homenatge amb un grafiti gegant del extécnico verd-i-blanc en la corba nord-oest dels Camps de Sport del Sardinero.[9]
- El 21 de març de 2016 es va engegar un projecte d'homenatge a Nando que va començar amb la creació d'una pàgina web Arxivat 2016-04-03 a Wayback Machine. amb la finalitat de finançar una estàtua.
- Al febrer de 2017 se li va concedir un estel en el passeig de la fama de Tetuán, barri en el qual va residir.[10]
- L'1 de novembre de 2017 l'Associació de Penyes Racinguistas, a iniciativa del col·lectiu Concanos, va descobrir en la Tribuna Nord dels Camps de Sport, en la corba Nando Yosu, una placa amb la mítica frase que Yosu va pronunciar quan li va ser lliurada la medalla d'or al mèrit de l'esport del Govern de Cantàbria el 2007: "No és que hagi dedicat la meva vida al Racing, sinó que la meva vida és el Racing".
- El 18 de juliol de 2018 l'afició racinguista descobreix un baix relleu de l'en l'entrada del Sport del Sardinero

## Defunció
Va morir el 20 de febrer de 2016 a causa d'una insuficiència respiratòria per la qual portava diversos dies ingressat.